# Eurytoma maslovskii
Eurytoma maslovskii is een vliesvleugelig insect uit de familie Eurytomidae. De wetenschappelijke naam is voor het eerst geldig gepubliceerd in 1945 door Nikol'skaya.